# 台枣专区
台枣专区，中华人民共和国旧专区名。
1941年置。在今山东省南部。辖峄县、邳县、沛县、铜北、费县、华山、丰县、苍山、临城、赵博、兰陵、麓水等县及枣庄、湖区二办事处。专员公署驻峄县（今枣庄市）。1950年撤销，辖县分别划归临沂、滕县二专区。